# Division I (Schach) 1975/76
Die Saison 1975/76 war die 7. Spielzeit der Allsvenskan im Schach.

## Termine
Die Wettkämpfe der Vorrunde fanden statt am 19. Oktober, 16. und 30. November 1975, 18. Januar, 8. und 29. Februar sowie 21. März 1976. Das Finalturnier wurde vom 26. bis 28. März 1976 gespielt.

## Division I Norra
In der Nord-Staffel waren die ersten vier Plätze dicht zusammen, und am Ende belegten die Vällingby Schacksällskap und der SK Rockaden Stockholm die beiden Qualifikationsplätze für das Finalturnier vor der im Vorjahr aus der Division II aufgestiegenen Upsala ASS und den Wasa SK. Der amtierende schwedische Meister Solna Schacksällskap erreichte nur den fünften Platz, absteigen mussten der Aufsteiger aus der Division II Jakobsberg Schacksällskap sowie Södra SS.

### Abschlusstabelle
| Pl. | Verein                        | Sp | G | U | V | MP   | Brett-P.  |
| --- | ----------------------------- | -- | - | - | - | ---- | --------- |
| 01. | Vällingby Schacksällskap      | 7  | 5 | 1 | 1 | 11:3 | 34,5:21,5 |
| 02. | SK Rockaden Stockholm         | 7  | 5 | 1 | 1 | 11:3 | 33,0:23,0 |
| 03. | Upsala ASS (N)                | 7  | 4 | 1 | 2 | 9:5  | 33,5:22,5 |
| 04. | Wasa SK                       | 7  | 4 | 1 | 2 | 9:5  | 33,0:23,0 |
| 05. | Solna Schacksällskap (M,V)    | 7  | 3 | 1 | 3 | 7:7  | 27,5:28,5 |
| 06. | Akademiska SK Uppsala         | 7  | 1 | 2 | 4 | 4:10 | 22,5:33,5 |
| 07. | Jakobsberg Schacksällskap (N) | 7  | 1 | 1 | 5 | 3:11 | 20,0:36,0 |
| 08. | Södra SS                      | 7  | 1 | 0 | 6 | 2:12 | 20,0:36,0 |

### Entscheidungen
|     | Teilnehmer am Finalturnier: Vällingby Schacksällskap, SK Rockaden Stockholm |
|     | Absteiger in die Division II: Jakobsberg Schacksällskap, Södra SS           |
| (M) | Meister der letzten Saison                                                  |
| (V) | Staffelsieger der letzten Saison                                            |
| (N) | Aufsteiger der letzten Saison                                               |

## Division I Södra
Die Süd-Staffel gewann erneut der Lunds ASK, den zweiten Platz im Finalturnier sicherte sich die Lundby Schacksällskap mit einem Punkt Vorsprung auf den Limhamns SK. Aus der Division II waren die zweite Mannschaft des Limhamns SK und der SK Kamraterna Trollhättan aufgestiegen. Während Trollhättan den Klassenerhalt erreichte, musste Limhamns zweite Mannschaft zusammen mit der Schacksällskapet Manhem absteigen, die im Vorjahr noch am Finalturnier teilgenommen hatte.

### Abschlusstabelle
| Pl. | Verein                         | Sp | G | U | V | MP   | Brett-P.  |
| --- | ------------------------------ | -- | - | - | - | ---- | --------- |
| 01. | Lunds ASK (V)                  | 7  | 5 | 1 | 1 | 11:3 | 38,0:18,0 |
| 02. | Lundby Schacksällskap          | 7  | 4 | 2 | 1 | 10:4 | 34,0:22,0 |
| 03. | Limhamns SK I. Mannschaft      | 7  | 4 | 1 | 2 | 9:5  | 30,5:25,5 |
| 04. | SS Allians Skänninge           | 7  | 3 | 2 | 2 | 8:6  | 29,5:26,5 |
| 05. | SK Kamraterna Trollhättan (N)  | 7  | 2 | 3 | 2 | 7:7  | 27,5:28,5 |
| 06. | Jönköpings Schacksällskap      | 7  | 2 | 2 | 3 | 6:8  | 25,0:31,0 |
| 07. | Schacksällskapet Manhem        | 7  | 2 | 0 | 5 | 4:10 | 24,5:31,5 |
| 08. | Limhamns SK II. Mannschaft (N) | 7  | 0 | 1 | 6 | 1:13 | 15,0:41,0 |

### Entscheidungen
|     | Teilnehmer am Finalturnier: Lunds ASK, Lundby Schacksällskap                      |
|     | Absteiger in die Division II: Schacksällskapet Manhem, Limhamns SK II. Mannschaft |
| (V) | Staffelsieger der letzten Saison                                                  |
| (N) | Aufsteiger der letzten Saison                                                     |

## Finalturnier
Das Finalturnier sah einen klaren Erfolg des Lunds ASK, der alle drei Wettkämpfe gewann und dabei nur fünf Brettpunkte abgab.

### Abschlusstabelle
| Pl. | Verein                   | Sp | G | U | V | MP  | Brett-P.  |
| --- | ------------------------ | -- | - | - | - | --- | --------- |
| 01. | Lunds ASK                | 3  | 3 | 0 | 0 | 6:0 | 19,0:5,0  |
| 02. | SK Rockaden Stockholm    | 3  | 1 | 1 | 1 | 3:3 | 11,5:12,5 |
| 03. | Vällingby Schacksällskap | 3  | 1 | 1 | 1 | 3:3 | 9,0:15,0  |
| 04. | Lundby Schacksällskap    | 3  | 0 | 0 | 3 | 0:6 | 8,5:15,5  |

### Entscheidungen
|  | Schwedischer Mannschaftsmeister: Lunds ASK |

### Kreuztabelle
| Ergebnisse | Ergebnisse               | 01. | 02. | 03. | 04. |
| ---------- | ------------------------ | --- | --- | --- | --- |
| 01.        | Lunds ASK                |     | 5   | 7½  | 6½  |
| 02.        | SK Rockaden Stockholm    | 3   |     | 4   | 4½  |
| 03.        | Vällingby Schacksällskap | ½   | 4   |     | 4½  |
| 04.        | Lundby Schacksällskap    | 1½  | 3½  | 3½  |     |

## Die Meistermannschaft
| 1.            | Lunds ASK |
| Schachfiguren | Magnus Wahlbom, Kjell Krantz, Per-Inge Helmertz, Ulf Korman, Roland Thapper, Torsten Lundgren, Lennart Jönsson, Tomas Olsson, Arne Qwint, Peter Ekelund. |